# Roasjö distrikt
Roasjö distrikt är ett distrikt i Svenljunga kommun och Västra Götalands län. 
Distriktet ligger väster om Svenljunga. 

## Tidigare administrativ tillhörighet
Distriktet inrättades 2016 och utgörs av socknen Roasjö i Svenljunga kommun.
Området motsvarar den omfattning Roasjö församling hade vid årsskiftet 1999/2000.